# Terrilactibacillus laevilacticus
Terrilactibacillus laevilacticus es una bacteria ácido láctica del género Terrilactibacillus, familia Bacillaceae.
Sus células son bastones rectos con extremos redondeados, anaeróbicos facultativos y formadores de endosporas. Las endosporas son subterminales y ovaladas con un esporangio hinchado. Las colonias en placas de agar GYP son circulares, lisas, de color blanco marfil y no pigmentadas. Produce ácido d-láctico a partir de glucosa de forma homofermentativa. Positivo para catalasa y reducción de nitratos pero negativo para oxidasa, hidrólisis de arginina y almidón. Crece de 20 a 45 °C, a pH 5–8,5 y en presencia de 3 % (p/v) de NaCl. El peptidoglicano de la pared celular contiene ácido mesodiaminopimélico.